# اندرو آناگنوست
اندرو آناگنوست (انگلیسی: Andrew Anagnost؛ زادهٔ) مدیر کارآفرین، مدیر اجرایی و اهالی کسب‌وکار است، که هم‌اکنون به‌عنوان مدیرعامل شرکت اتودسک فعالیت می‌کند.